# New York Liberty 2018
La stagione 2018 delle New York Liberty fu la 22ª nella WNBA per la franchigia.
Le New York Liberty arrivarono quinte nella Eastern Conference con un record di 7-27, non qualificandosi per i play-off.

## Roster
| N° | Naz.                   | Ruolo | Sportivo         | Anno | Alt. | Peso |
| -- | ---------------------- | ----- | ---------------- | ---- | ---- | ---- |
| 0  | Stati Uniti (bandiera) | GA    | Marissa Coleman  | 1987 | 185  | 73   |
| 1  | Stati Uniti (bandiera) | G     | Shavonte Zellous | 1986 | 178  | 85   |
| 2  | Stati Uniti (bandiera) | C     | Mercedes Russell | 1995 | 198  | 77   |
| 5  | Canada (bandiera)      | G     | Kia Nurse        | 1996 | 183  | 68   |
| 7  | Stati Uniti (bandiera) | C     | Kia Vaughn       | 1987 | 193  | 90   |
| 8  | Stati Uniti (bandiera) | G     | Bria Hartley     | 1992 | 173  | 66   |
| 9  | Australia (bandiera)   | A     | Rebecca Allen    | 1992 | 188  | 74   |
| 10 | Stati Uniti (bandiera) | G     | Epiphanny Prince | 1988 | 175  | 76   |
| 14 | Stati Uniti (bandiera) | G     | Sugar Rodgers    | 1989 | 175  | 73   |
| 15 | Stati Uniti (bandiera) | G     | Brittany Boyd    | 1993 | 175  | 71   |
| 17 | Svezia (bandiera)      | C     | Amanda Zahui     | 1993 | 196  | 113  |
| 31 | Stati Uniti (bandiera) | C     | Tina Charles     | 1988 | 193  | 90   |
| 41 | Stati Uniti (bandiera) | C     | Kiah Stokes      | 1993 | 191  | 86   |

## Staff tecnico
- Allenatore: Katie Smith
- Vice-allenatori: , Herb Williams, Barbara Farris
- Preparatore atletico: Chantal Hart